# Aprobado en castidad
Aprobado en castidad, subtitulada Un mes de vacaciones en dos actos cada uno de ellos dividido en dos cuadros es una obra de teatro en dos actos, escrita por Narciso Ibáñez Serrador con el pseudónimo de Luis Peñafiel. Fue estrenada en Mar del Plata, en 1959.

## Argumento
Ambientada en la localidad de Northpoole, en la campiña inglesa, se centra en la vida de la familia Sheldon. En sus vacaciones universitarias, el joven Tom regresa al hogar familiar con su madre Evelyn, su padre Tomas y su hermano pequeño Jack. La personalidad introvertida de Tom y su exclusivo interés por la lectura y el estudio despiertan el recelo de la madre, que comienza a cuestionarse acerca de la orientación sexual del joven. Ante tal indeseable contratiempo, comienza a urdir estratagemas para que el muchacho se interese por chicas de su edad, siempre con nulos resultados, pero dando ocasión a equívocos continuos y situaciones hilarantes.

## Producciones
Estrenada en el Teatro Jardín de la ciudad argentina de Mar del Plata, por la compañía de Pepita Serrador (Evelyn) y Narciso Ibáñez Serrador (Tom).
En España se estrenó en el Teatro Lara de Madrid el 27 de abril de 1963, con los mismos actores, además de Carlos Casaravilla y Adriana Gardizábal. Hubo de titularse Aprobado en inocencia por cuestiones de censura. Volvió a montarse en Madrid, en el Teatro Infanta Isabel, en 2001 ya con el título original. Ibáñez Serrador repitió en la dirección y en el papel de Tom, por lo que hubo de adaptarse el libreto. El personaje pasa de veinteañero a sesentón, sus padres se convierten respectivamente en hermana y cuñado y su hermano en sobrino. Junto a Ibáñez Serrador, se subieron al escenario Susana Canales como Evelyn, Andrés Resino, Carlos Urrutia, Yolanda Farr, Sandra Barneda, Mary Begoña y Nieves Aparicio.
Hay también una versión para televisión: Aprobado en inocencia, emitida en el espacio Estudio 1 de TVE el 30 de abril de 1968, con presentación de Ángel Losada, con dirección de Narciso Ibáñez Serrador, y con actuación de Luisa Sala (Evelyn), Emilio Gutiérrez Caba (Tom), Rafael Navarro (Thomas), Mónica Randall (Winky), José Martín (Jack), Fiorella Faltoyano (Dolly), Margarita Calahorra (Ada), Teresa Gisbert (Clara) y José M.ª Rincón (Self).